# Zăpodia (okręg Bacău)
Zăpodia – wieś w Rumunii, w okręgu Bacău, w gminie Colonești. W 2011 roku liczyła 306 mieszkańców.